# Український інститут воєнної історії
Всеукраїнська громадська організація «Український інститут воєнної історії» (УІВІ)
Членами УІВІ є понад 500 докторів, кандидатів наук, професорів, доцентів, викладачів історії, відомих письменників та публіцистів. 

## Діяльність
Інститутом організовано десятки науково-практичних конференцій, експедицій, вже виданих і підготовлених до друку книг.
У 2002 інститутом засновано науково-популярний журнал «Воєнна історія», що видається 6 разів на рік. Журнал є фаховим виданням у галузі історичних дисциплін.